# Survivor (album de Survivor)
Pour les articles homonymes, voir Survivor.
Albums de Survivor
Premonition
(1981)
Survivor est le premier album studio du groupe Survivor sorti en 1979.

## Composition du groupe
- Dave Bickler - chants
- Frankie Sullivan - guitare
- Jim Peterik - basse, claviers.
- Dennis Johnson - basse, moog.
- Gary Smith - batterie

## Liste des titres

### Face-A
| No  | Titre                     | Auteur                                                    | Durée |
| --- | ------------------------- | --------------------------------------------------------- | ----- |
| A1. | Somewhere in America      | Jim Peterik                                               | 5:11  |
| A2. | Can't Getcha Offa My Mind | Jim Peterik, Frankie Sullivan                             | 2:59  |
| A3. | Let It Be Now             | Jim Peterik, Frankie Sullivan                             | 3:37  |
| A4. | As Soon As Love Finds Me  | Jim Peterik, Frankie Sullivan, Dennis Johnson, Gary Smith | 2:50  |
| A5. | Youngblood                | Jim Peterik, Frankie Sullivan, Dennis Johnson             | 3:30  |

### Face-B
| No  | Titre                                 | Auteur                                                    | Durée |
| --- | ------------------------------------- | --------------------------------------------------------- | ----- |
| B1. | Love Has Got Me                       | Peterik                                                   | 3:39  |
| B2. | Whole Town's Talking                  | Jim Peterik, Frankie Sullivan, Dennis Johnson, Gary Smith | 3:33  |
| B3. | 20/20                                 | Jim Peterik, Frankie Sullivan, Dennis Johnson, Gary Smith | 3:25  |
| B4. | Freelance                             | Jim Peterik, Frankie Sullivan, Dennis Johnson             | 3:39  |
| B5. | Nothing Can Shame Me (from Your Love) | Jim Peterik                                               | 4:07  |
| B6. | Whatever It Takes                     | Jim Peterik, Frankie Sullivan, Dennis Johnson, Gary Smith | 3:48  |